# Pierre-Adrien Blomme
Pierre-Adrien Blomme (Lier, 28 februari 1781 - Dendermonde, 29 mei 1877) was lid van het Belgisch Nationaal Congres.

## Levensloop
Blomme werd griffier van het vredegerecht voor het kanton Berlare (departement van de Twee Neten), in 1807 werd hij pleitbezorger in Dendermonde. In 1815 werd hij licentiaat in de rechten en werd advocaat en pleitbezorger in Dendermonde. In die stad werd hij gemeenteraadslid in 1818 en schepen van  1820 tot 1825. Hij werd ook lid van de provinciale staten van Oost-Vlaanderen.
In 1830 werd Blomme verkozen voor het arrondissement Dendermonde in het Nationaal Congres. Hij nam er geen enkele keer het woord maar nam trouw aan de zittingen deel. Hij stemde voor de onafhankelijkheidsverklaring en voor de eeuwigdurende uitsluiting van de Nassaus. In de verkiezing van februari voor een koning, stemde hij in de eerste ronde voor Karel van Oostenrijk-Teschen en in de tweede ronde voor de hertog van Leuchtenberg. Vervolgens stemde hij voor Surlet de Chokier als regent. In Juni stemde hij voor Leopold van Saksen Coburg en voor de aanvaarding van het Verdrag der XVIII artikelen.
Na 1831 hernam hij zijn activiteiten in Dendermonde, als plaatsvervangend rechter (1830-1855), als schepen (1830-1860), als provincieraadslid (1836-1867) en als kolonel van de Burgerwacht (1831-1848). Met de realisaties voor ogen van dr. Jozef Guislain en de Broeders van Liefde, stelde hij in de provincieraad voor om psychiatrische klinieken te bouwen in Gent, Oudenaarde, Sint-Niklaas en Dendermonde.